# Флеболит
Флеболит (лат. Phlebolith од грчких речи phleps, phlebos - вена и lithos - камен),  мали је локални кречни конкремент или калцификат, обично заобљеног (лоптастог) облика, унутар вена. Они су веома чести у венама слезине и венском сплету око материце у доњем делу карлице. Патоанатомски представљају калцификоване тромбе одвојене од венског зида. Ако се јаве у већем броју означавају се као флеболитијаза.

## Значај
Флеболити углавном немају никакав клинички значај. Када се налазе у карлици, имају диференцијално дијагностички значај, јер их је понекад на рендгену тешко разликовати од каменова у бубрегу и уретри

## Епидемиологија
Према локализацији у телу, флеболити се код 44,2 одсто пацијената стварају у пределу карлице, нешто чешће на левој него на десној страни. Код жена јављају се чешће (50,1%), него код мушкараца (37,3%). Учесталост флеболита расте са годинама старости . Изван карличног региона флеболити се стварају само у око 2% становништва.

## Етиологија
Истраживачи нису сигурни зашто се формирају флеболити, који су присутни од рођења или су урођени.
Негенетски узроци флеболита укључују:
- абнормалности у венама, или венске малформације, које успоравају проток крви и узрокују сакупљање калцијума

- оштећење зидова вене

- проширене вене

- слаб проток крви

- констипација и напрезање, што може оштетити вене карлице

## Клиничка слика
Флеболити се често јављају без икаквих симптома. Особа може сазнати за њих тек након што се подвргне неповезаном рендгенском снимку или ултразвуку.
Међутим, у зависности од њихове величине и локације, флеболити могу изазвати следеће знаке и симптоме:
- благи бол у том подручју
- проширене вене или крвни угрушци, узроковани смањеним протоком крви

- проширене вене и оток у подручју флеболита

- констипација, када су флеболити у пределу карлице

## Дијагноза
Пошто су симптоми слични симптомима других стања, флеболити се могу превидети или погрешно дијагностиковати.
Ове квржице се обично откривају на рутинским рендгенским снимцима, и често се јављају са другим абнормалностима вена.
На рендгенском снимку, флеболити су бели или бледи. Лекару ће можда бити потребна додатна скенирања, као што су ултразвук или магнетна резонанца, да би се утврдила тачна локација и обим флеболита.
У зависности од тога где се налазе флеболити, могу се погрешно дијагностиковати као камен у бубрегу. Ако особа доживи оштар бол у стомаку, можда има камење у бубрегу, а не флеболите.

## Терапија
Пошто су карлични флеболити обично асимптоматски, вероватно се не морају лечити.
Лекови
У случају болова у карлици,  лекар може препоручити кућно лечење лековима против болова који се издају без рецепта, као што је ибупрофен (Адвил, Мотрин), или примену топлих, влажних облога у виду крпе преко болног подручја неколико пута дневно како бисте ублажио бол.
Компресијске чарапе могу помоћи у ублажавању болова од проширених вена и спречавању згрушавања крви и згрушавања.
Лечење проширених вена
Ако је вена са флеболитима болна проширена опција лечења је склеротерапија. У склеротерапији, раствор соли се убризгава у вену. Решење иритира слузницу вене и на крају је уништава.
Лечење венских малформација
Већина васкуларних малформација на крају треба да се лече за ублажавање бола и отока. Опције лечења укључују:
- Емболизацију - минимално инвазивна процедура која изнутра затвара абнормалне крвне.

- Ласерски третман - користи ласер за смањење малформација кроз кожу.

- Склеротерапија - процедура укључује убризгавање супстанце у малформацију да иритира зид крвног суда и уништи малформације.

Хирургија
Ако други третмани не помогну, можда ће бити потребна и операција за уклањање флеболита или венске малформације. Операција се обично користи само као последње средство.